# 1402 Ері
1402 Ері (1402 Eri) — астероїд головного поясу, відкритий 16 липня 1936 року.
Тіссеранів параметр щодо Юпітера — 3,314.